# Karl XII:s ryska fälttåg
Karl XII:s ryska fälttåg pågick från 1708 till 1709 och innebar efter ryska segrar början till slutet på den svenska stormaktstiden.

## Bakgrund
Efter det polska fälttåget och den därpå följande freden i Warszawa hade den karolinska armén under Karl XII ryckt in i Sachsen och slutit freden i Altranstädt. Detta fick till följd att August II fördrevs från Polens tron och att Stanislaw Leczynski tillsattes som polsk regent. Detta i samband med anlända förstärkningar ifrån Sverige medförde att armén nu var beredd att möta sin enda kvarvarande fiende, Tsarryssland, som bara blivit temporärt slagna vid Narva 1700. Slaget skulle riktas mot Moskva, Rysslands hjärta.

## Förspel – utmarschen ur Sachsen

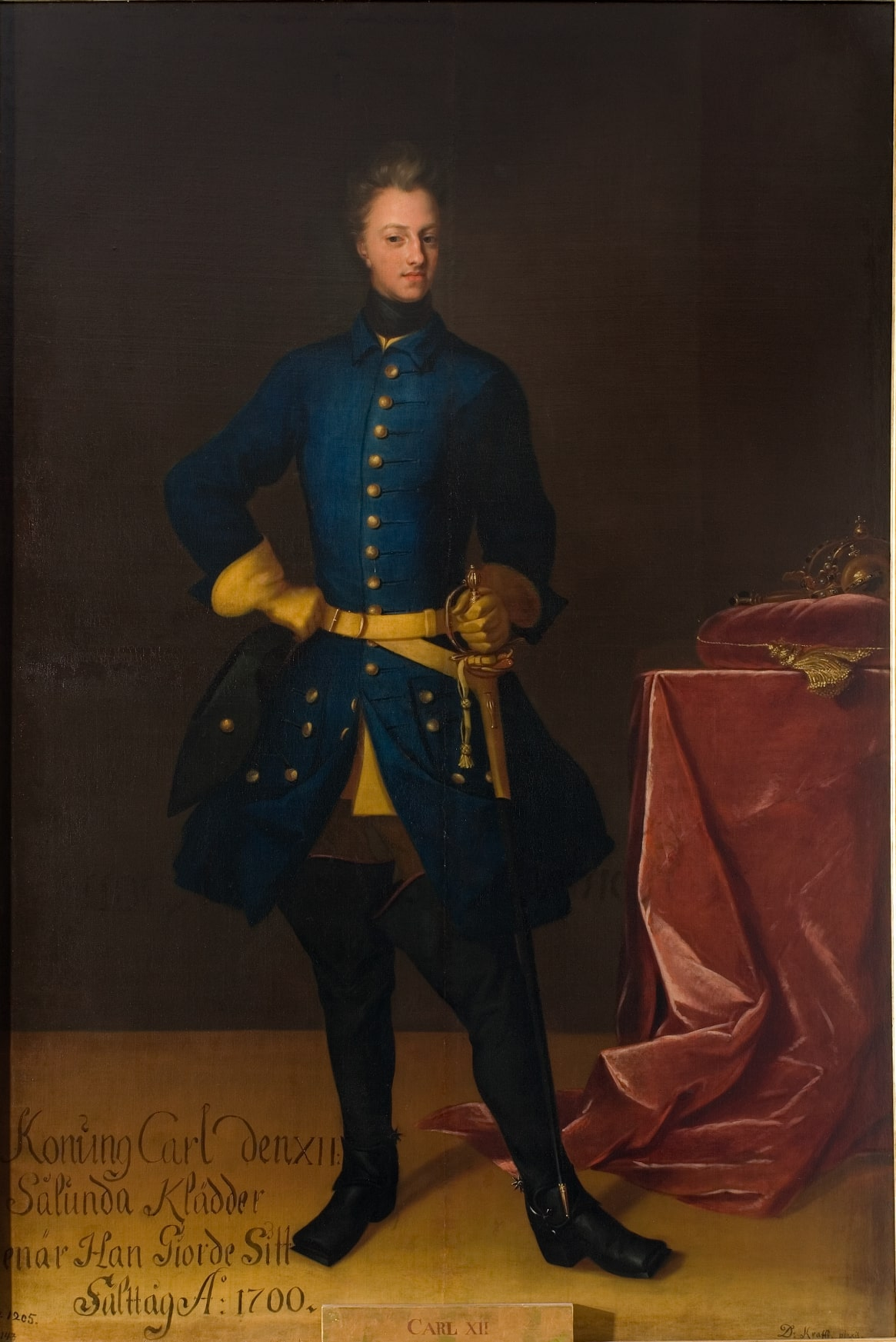
Karl XII

Efter Altranstädt stod Karl XII på toppen av sin bana. Danmark hade kuvats sex år tidigare, och under hotet från den svenska armén var ett fortsatt krig inte aktuellt för danskarna. Sachsen och August den Starke hade besegrats, och den gamle fienden Polen hade genom valet av Leczynski som kung gjorts till en svensk lydstat. Den karolinska armén hade fått förstärkningar och var nu större och mer skräckinjagande än någonsin. Ryssland och tsar Peter var den kvarvarande viktiga fienden. Under övervintringen i Sachsen uppsöktes Karl av båda de stridande sidorna i spanska tronföljdskriget, som ville ha Sverige på sin sida i kriget. Karl var inte intresserad av att delta i den konflikten, utan gjorde sig redo att marschera mot Ryssland.
Den svenska armén som nu marscherade ut ur Sachsen räknade 44 000 man, samt 16 000 polacker, som tillsammans med 8 000 svenskar lämnades kvar i Polen till Stanislaus beskydd samt för att kunna skickas som förstärkningar tillsammans med polska styrkor följande år. Huvudstyrkan på 36 000 man övervintrade i Polen vintern 1707–1708 för att året därpå kunna marschera vidare – det skulle bli alldeles för farligt att tåga in i Ryssland sent på hösten, då karolinerna inte var utrustade för en riktigt kall vinter.

## De två arméerna år 1708

### Den svenska armén 1708
- 33 000 svenska soldater under kung Karl XII:s direkta befäl och hans ställföreträdare Carl Gustaf Rehnskiöld.[1][2]
- 22 000 svenska soldater i Livland, Ingermanland och Kurland under befäl av Adam Ludwig Lewenhaupt.[1]
- 14 000 svenska soldater i Finland under befäl av Georg Lybecker.[2]
- 8 000 svenska soldater i Polen under befäl av Ernst Detlof von Krassow.[3]
- 20 000 polska soldater under befäl av kung Stanisław I Leszczyński.[1]

97 000 man var en svindlande summa med den här tidens mått mätt, men siffrorna låter aningen för bra. Förstahandsreserverna, de enda som egentligen varit i krig förut och därför gick att räkna med, var kanske 40 000 man ur huvudarmén och så Lewenhaupts kår på 12 500 livländare. Dessa skulle användas till fälttåget, övriga var dåligt utrustade, knappt övade och absolut inte erfarna sistahandsreserver och borgbesättningar som man måste ha kvar. Det fanns alltså bara kring 50 000 välfungerande soldater att räkna med.

### Den ryska armén 1708
- 57 500 ryska soldater under tsar Peter I:s direkta befäl stationerade i Severien och Smolensk.[1]
- 24 500 ryska soldater i Sankt Petersburg under befäl av Fjodor Apraxin.[1]
- 16 000 ryska soldater i Dorpat under befäl av Christian Felix Bauer.[1]
- 12 000 ryska soldater i Kiev under befäl av Michail Golitsyn.[1]
- 11 000 man i Moskvas garnison.[4]
- 12 000 ryska soldater användes för att stoppa Bulavin-upproret.[5]
- 35 000–40 000 kosacker under befäl av Ivan Mazepa och Konstantyn Hordijenkas.[4]
- 10 000 kalmucker under befäl av Ayuka Khan.[4]
- 23 500 polska soldater i Polen under befäl av Adam Mikołaj Sieniawski.[1]

Tsarryssland hade vid jultiden 1707 erövrat praktiskt taget hela Baltstaterna utom Riga, och stod vid gränsen till Finland där de anlagt St Petersburg sedan fyra år tidigare. Deras upprepade försök att inta Riga och Kurland hade emellertid slagits tillbaka av Lewenhaupt, som dock inte kunde gå till anfall mot övermakten, blott hålla Riga och Mitau, där han hade sin livländska kår på 16 000 med bra artilleri och en stor tross efter slaget vid Jakobstadt och Gemauerthof (där han räddat rikets näst största stad från tsar Peter). Emellertid så hade ryssarna i praktiken intagit Polen och stod där med kraftiga styrkor, beredda på att bli utdrivna.
Avgörande skulle kanske vara de tiotusentals soldater som den svenskvänlige zaporizjakosacken Ivan Mazepa troddes ha till sitt förfogande. Det rörde sig troligen till stor del av oövade rebeller, men de satte press på tsar Peter.

## Fälttåget

### Mot Moskva!
Vid vårsommaren fortsatte dock marschen. En rysk armé som sändes ut att stoppa Karl förintades av en fjärdedel så många svenskar vid Holowczyn, Karls favoritseger. Ju närmare Karl kom Ryssland, desto mer förstod han att vägarna var mycket olämpliga för den svenska armén; marschen gick mycket långsamt och tog hårt på soldaterna. Det var tveksamt om man skulle hinna till Moskva innan oktoberkylan kom. Ryssarna brände vitryska byar och dödade boskap, så det blev svårt att hitta proviant. Planen fick läggas om. Man vände söderut, för att söka kontakt med hetmanen Ivan Mazepa, som man trodde ha en zaporizjakosackisk armé redo för upproret emot Peter den Store.
Karl sände även bud om att Adam Ludvig Lewenhaupt, generalguvernör i Düna, skulle marschera till en mötespunkt i Lillryssland med 12 000 man truppförstärkningar samt en stor tross, avsedd för huvudarmén. Man skulle samla styrkorna i Lillryssland, övervintra med stora lager föda från trossen och från Mazepas svenskvänliga trakter för att 1709 fortsätta marschen mot Moskva söderifrån. Förstärkningarna ifrån Polen skulle anlända under den kommande våren till hjälp för ett fortsatt fälttåg. Erövringen av Moskva fick vänta tills nästa år.

### Lillryssland
Marschen fortsatte söderut som bestämt men gick fortfarande lika långsamt. Höstregnet kom och började lösa upp vägarna samtidigt som det satte ner humöret hos soldaterna. Det började bli kallt och Lewenhaupt låg långt efter. Man kunde inte vänta på den livländska armén. I Lillryssland skulle det vara varmare men man hade ännu inte hunnit särskilt långt. Samtidigt som den riktiga kylan kom så fick man reda på att Lewenhaupt besegrats vid Lesna och den värdefulla trossen – ämnad för de uthungrade svenskarna – föll i ryska händer. 6 000 man uthungrade, i trasor och utan vare sig artilleri eller tross slöt sig till huvudhären, vilket bara ökade hungerproblemen. Tusentals soldater svalt ihjäl; det fanns knappt någon mat att äta. Hundratals och snart tusentals frös ihjäl i den oerhörda ryska kölden. I slutet på november 1708 nådde svenskarna det varmare Lillryssland och Baturin, zaporizjakosackernas huvudstad. Men ryssarna hade hunnit före och bränt ner staden med matförråd och allt. Det kosackiska upproret var därmed kuvat och Mazepa kunde inte ställa några soldater till Karls förfogande. I januari stormade Karl XII Vepryk, staden intogs men förlusterna var stora.
Våren kom, men Stanislav hade inte skickat förstärkningar än. Han behövde de han fått för att bibehålla sin tronställning. Karl och hans armé var ensamma kvar i Lillryssland – den ryska armén var dubbelt så stark, så att marschera norrut mot Moskva var inte på tal. Samtidigt var Livland och Finland relativt oskyddade och något behövde göras. Men det fanns inte så många ställen att gå till.

### Poltava–Turkiet

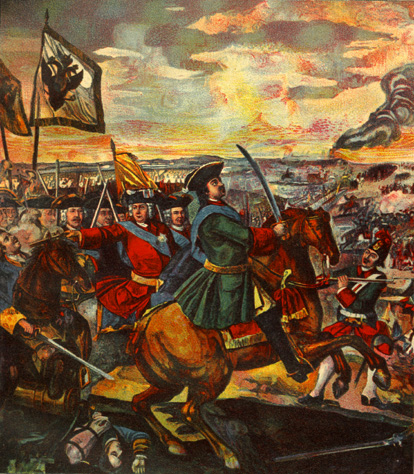
Tsar Peter I vid Poltava

Man beslutade för att locka ryssarna till en avgörande drabbning, vars utgång skulle avgöra kriget. Vann den karolinska armén nu, som den gjort vid Narva, Düna, Kliszow, Fraustadt, Holowczyn och i flera andra slag så skulle fred vara inom räckhåll. Man belägrade staden Poltava för att locka ryssarna till ett ödesdigert slag. Men Slaget vid Poltava blev ödesdigert för de svenske. Karl var sårad och kunde inte leda trupperna. Rehnskiöld och Lewenhaupt, som skulle leda trupperna istället, kom inte överens. Ryssarna var mer än dubbelt så många och en del av den svenska armén gick åt till belägringen. Ryssarna hade inhämtat svenskarnas försprång inom krigskonsten. Slaget gick illa. Minst 7 000 svenskar stupade, och armén flydde emot Perevolotjna där 16 000 man sträckte vapen kort därefter för lägre antal ryssar – Lewenhaupts kapitulation har ofta kritiserats. Fångarna fick marschera genom Moskva i ett triumftåg och skickades sedan till Sibirien. Karl själv räddade sig över gränsen till Osmanska riket tillsammans med ett hundratal soldater. Där stannade han i flera år och försökte få med turkarna i kriget mot Ryssland. 
Sultanen förklarade krig mot tsaren, men det blev ett mycket passivt krig. Från Osmanska riket sände Karl bud till Sverige om nya soldatutskrivningar för att få fram soldater till ett nytt fälttåg. Men sedan den svenska armén under Magnus Stenbock slutit vapenstillestånd med fienden i norra Tyskland så drog sig osmanerna ur kriget.

## Efter
Fälttåget var över - till ryssens fördel, och sporrade Sveriges gamla fiender till nya aktioner. August den Starke fördrev Stanislav, återtog den polska kronan och upptog kriget. Även Danmark gick till handling. 1710, ett år efter Poltava, så landsteg danskarna i Skåne för att, liksom år 1676, försöka återta det som förlorats i Roskildefreden. En ny svensk armé, under Magnus Stenbock, lyckades dock besegra dansken i Slaget vid Helsingborg och fastslog därmed Skånes "försvenskning". Armén flyttades sedan till norra Tyskland och segrade vid bland annat Gadebusch 1712, men slöt vapenstillestånd året därpå, vilket medförde att Osmanska riket upphörde kriget mot ryssarna. 
1721 slöts freden i Nystad, då Sverige fick lämna ifrån sig sina Östersjöprovinser Estland, Livland, Ingermanland och Kexholm priset för krigets slut.

## Vad hände?
Huvudarmén på 60 000 man - 22 000 kvarlämnades i Polen, resten förenades med Lewenhaupts (efter Ljesna) kvarvarande 6 000, kring 20 000 (inkluderat livländarna) dog av svält och köld under vintern. 7 000 stupade vid Poltava, 16 000 kapitulerade vid Perevolotjna, kanske 1 000 räddade sig över gränsen till Osmanska riket. Lybeckers 14 000 finska besegrades efterhand, liksom de 11 000 i borgarna i Estland och Livland, de 30 000 som var kvar fick bidra till att skapa de två nya arméer som segrade vid Helsingborg 1710 och vid Gadebusch 1712 (den sistnämnda kapitulerade också).
| Slag under det ryska fälttåget | Slag under det ryska fälttåget | Slag under det ryska fälttåget | Slag under det ryska fälttåget               | Slag under det ryska fälttåget | Slag under det ryska fälttåget |
| Slag                           | Svenskarnas antal              | Ryssarnas antal                | Svenska förluster                            | Ryska förluster                | Resultat                       |
| ------------------------------ | ------------------------------ | ------------------------------ | -------------------------------------------- | ------------------------------ | ------------------------------ |
| Grodno                         | 800                            | 9 000                          | 11 döda                                      | 56 döda                        | Svensk seger                   |
| Holowczyn                      | 12 500                         | 39 000                         | 260 döda 1 000 sårade                        | 977 döda 675 sårade            | Svensk seger                   |
| Neva                           | 2 000                          | 8 000                          | 380                                          | 900                            | Svensk seger                   |
| Malatitze                      | 4 000                          | 13 000                         | 300 döda 750 sårade                          | 700 döda 2 000 sårade          | Svensk seger                   |
| Rajovka                        | 2 400                          | 10 000                         | 100 döda                                     | 375                            | Svensk seger                   |
| Lesna                          | 12 500:                        | 26 500–29 000                  | 4 000 döda 5 000 sårade 1 200 tillfångatagna | 4 000 döda 5 000 sårade        | Rysk seger                     |
| Desna                          | 2 000                          | 4 000                          | 50 döda 150 sårade                           | 356 döda 1 000 sårade          | Svensk seger                   |
| Veprik                         | 3 000                          | 1 500                          | 400 döda 600 sårade                          | 1 500                          | Svensk seger                   |
| Oposjnja                       | 2 000                          | 6 000                          | 19                                           | 450                            | Svensk seger                   |
| Krasnokutsk–Gorodnoje          | 2 500                          | 10 000                         | 132                                          | 1 200                          | Svensk seger                   |
| Sokolki                        | 6 000                          | 7 000                          | 290                                          | 1 400                          | Rysk seger                     |
| Staryje Senzjary               | Okänt                          | Okänt                          | Okänt                                        | Okänt                          | Rysk seger                     |
| Poltava                        | 16 500                         | 42 100                         | 6 900 döda/sårade 2 800 tillfångatagna       | 1 345 döda 3 290 sårade        | Avgörande rysk seger           |
| Perevolotjna                   | 12 000                         | 9 000                          | 12 000 tillfångatagna                        | 0                              | Svensk kapitulation            |

| Persongalleri               | Persongalleri    | Persongalleri                   |
| SVERIGE                     | SVERIGE          | SVERIGE                         |
| --------------------------- | ---------------- | ------------------------------- |
| Namn                        | Titel            | Kommentar                       |
| Karl XII                    | kung av Sverige  | Svenska arméns överbefälhavare. |
| Carl Gustaf Rehnskiöld      | fältmarskalk     |                                 |
| Adam Ludwig Lewenhaupt      | general          |                                 |
| Georg Lybecker              | general          |                                 |
| Ernst Detlof von Krassow    | generalmajor     |                                 |
| Carl Gustaf Roos            | generalmajor     |                                 |
| Berndt Otto Stackelberg     | generalmajor     |                                 |
| Carl Kruse                  | generalmajor     |                                 |
| RYSSLAND                    |                  |                                 |
| Peter I                     | tsar av Ryssland | Ryska arméns överbefälhavare.   |
| Aleksandr Mensjikov         | fältmarskalk     |                                 |
| Boris Sjeremetev            | fältmarskalk     |                                 |
| Fjodor Apraksin             | amiralgeneral    |                                 |
| Anikita Repnin              | general          |                                 |
| Michail Golitsyn            | generallöjtnant  |                                 |
| Christian Felix Bauer       | generallöjtnant  |                                 |
| Ludwig Nicolaus von Hallart | generallöjtnant  |                                 |
| Carl Ewald von Rönne        | generallöjtnant  |                                 |
| Johan Kristian Heinske      | generallöjtnant  |                                 |